# Eric De Vlaeminck
Eric De Vlaeminck (ur. 23 marca 1945 w Eeklo, zm. 4 grudnia 2015 w Wilskerke) – belgijski kolarz przełajowy i szosowy, wielokrotny medalista przełajowych mistrzostw świata.

## Kariera
Pierwszy sukces w karierze Eric De Vlaeminck osiągnął w 1966 roku, kiedy zdobył złoty medal w kategorii elite podczas przełajowych mistrzostw świata w Beasain. W zawodach tych wyprzedził bezpośrednio Szwajcara Hermanna Gretenera oraz Rolfa Wolfshohla z RFN. Został tym samym pierwszym w historii belgijskim mistrzem świata w kolarstwie przełajowym. Podczas mistrzostw świata w Zurychu w 1967 roku był piąty, jednak na kolejnych sześciu imprezach: MŚ w Luksemburgu (1968), MŚ w Magstadt (1969), MŚ w Zolder (1970), MŚ w Apeldoorn (1971), MŚ w Pradze (1972) i MŚ w Londynie (1973) był niepokonany. Dzięki temu do dziś pozostaje najbardziej utytułowanym kolarzem przełajowym w historii i jedynym, który zdobył mistrzostwo świata w tej dyscyplinie sześć razy z rzędu. Ostatni medal w karierze wywalczył w 1977 roku, kiedy na mistrzostwach świata w Hanowerze był trzeci. W zawodach tych lepsi okazali się jedynie dwaj Szwajcarzy: Albert Zweifel oraz Peter Frischknecht. Wielokrotnie zdobywał medale przełajowych mistrzostw Belgii, w tym pięć złotych.
De Vlaeminck startował także na szosie, zajmując między innymi pierwsze miejsce w Driedaagse van West-Vlaanderen, Ronde van België i Kampioenschap van Vlaanderen w 1969 roku oraz wyścigu Paryż-Luksemburg rok później. Był też między innymi drugi w La Flèche Wallonne i trzeci w wyścigu Gandawa-Wevelgem w 1969 roku. Trzykrotnie startował w Tour de France, najlepszy wynik osiągając w 1968 roku, kiedy wygrał jeden etap i zajął 51. miejsce w klasyfikacji generalnej. W tym samym roku brał też udział w Vuelta a España, ale nie ukończył rywalizacji. Nigdy nie zdobył medalu na szosowych mistrzostwach świata. Nigdy też nie wystąpił na igrzyskach olimpijskich. W 1980 roku zakończył karierę.
Jego młodszy brat, Roger, również był kolarzem.